# Boleslas Ier de Cieszyn

Boleslas Ier de Cieszyn (polonais Bolesław I cieszyński), tchèque Boleslav I. Těšínský,
allemand Boleslaus I. von Teschen) (né vers 1363 mort le – 6 mai 1431) fut duc de la moitié de Bytom et de Siewierz à partir de 1405, duc de Cieszyn et de la moitié de Głogów et de Ścinawa à partir de 1410, et duc Toszek et de Strzelin pendant la période 1410–1414.

## Biographie
Boleslas ou Bolesław est le second fils de Przemysław Ier Noszak duc de Cieszyn et de son épouse Élisabeth, fille de Bolesław, duc de Koźle-Bytom. Dans la chronique de Jan Długosz il est présenté comme le fils ainé mais il s'agit surement d'une erreur car partout ailleurs Przemysław d'Oświęcim est placé avant Bolesław dans la fratrie.
En 1405 le père de Bolesław lui confie le gouvernement de Bytom et de Siewierz ainsi que celui due duché de Cieszyn. Une année plus tard le meurtre de son frère Przemysław entraine une rupture des relations entre Bolesław et son père. Bolesław avait épousé Marguerite, la sœur de Jean II de Fer, duc d'Opava-Racibórz, qui était vraisemblablement l'instigateur du meurtre de Przemysław. Selon Jan Długosz, son père le duc Przemysław Ier Noszak était totalement opposé à cette union, et envisageait même de déshériter Bolesław s'il maintenait des relations avec le duc Přemyslide d'Opava et de Racibórz. La mort peu au cours de l'année suivante de Marguerite contribue à la réconciliation entre Bolesław et son père qui est officiellement signée le 7 septembre 1407.
Après la mort de son père en 1410, Bolesław hérite de Cieszyn, Toszek, Strzelin et de la moitié de Głogów et de Ścinawa. Il est également nommé régent du duché d'Oświęcim pour le compte de son neveu Casimir, le fils de l'unique frère de Bolesław.
Le second mariage de Bolesław en 1412 avec Euphémie (également nommé Ofka), fille du duc Siemovit IV de Mazovie, fut probablement réalisé à l'initiative du roi Władysław Jagiełło de Pologne qui était l'oncle maternel d'Euphemia et qui voyait dans cette union une occasion de resserrer les liens entre la Haute-Silésie et Cracovie. Toutefois Bolesław et Euphemia étaient parents au 3e degré et une dispense du pape est demandée et obtenue et le mariage intervient le 27 janvier 1412.
Son alliance avec Jagiełło produit rapidement des effets, en 1414 Bolesław prend une part active à la guerre entre la Pologne et l'ordre Teutonique aux côtés du roi, il n'est pas présent au congrès de Wrocław en 1420, lorsque Sigismond de Bohême, futur empereur, intervient comme médiateur entre l'ordre et le roi de Pologne, dans un sens défavorable à la Pologne.
En 1414 Bolesław décide de transférer à son neveu Casimir le plein gouvernement d'Oświęcim, Gliwice et Toszek. Toutefois les ambitions territoriales de Casimir provoquent un conflit entre lui et Bolesław, qui se termine deux ans plus tard le 11 novembre 1416, quand à la suite d'une médiation du duc Henri IX de Lubin, le duc de Cieszyn doit abandonner la cité de Strzelin et une indemnité de 300 fines à Casimir. Bolesław conserve toutefois le reste de ses domaines.
Bien que le duché de Cieszyn soit un fief du royaume de Bohême, Bolesław n'apporte pas son appui à la famille de Luxembourg dans son conflit pour le trône de Bohême contre le prétendant Sigismond Korybutovic. Il maintient de bonnes relations avec Cracovie mais aussi avec les habitants des cités de Bohême. En 1422, en dépit de la poursuite du conflit entre le Bohême et la Pologne, Bolesław est invité à la cour du roi Ladislas II de Pologne, et prend part au couronnement de son épouse la reine Sophie de Halshany.
Pendant les six dernières années de son règne, Bolesław se range du côté de la Bohême lors des croisades contre les Hussites mais il ne participe pas personnellement aux combats. En politique intérieure il appuie le développement des cités et octroie des droits à plusieurs d'entre elles comme à Bytom où en 1412 il accorde aux bourgeois le droit d'héritage, Frýdek et Bielsko. Ces concessions sont en partie motivées par les déficits en liquidité enregistrés dans le budget du duché. Bolesław meurt le 6 mai 1431 et il est inhumé dans l'église des Dominicains de Cieszyn.

## Unions et postérité
Le 1er janvier 1406, Bolesław épouse Marguerite (vers 1380 - († avant le 7 septembre 1407), fille du duc Jean Ier de Fer d'Opava-Ratibor. Ils n'ont aucun enfant.
Le 27 janvier 1412, Bolesław épouse en secondes noces Euphémie de Mazovie (Ofka) (née 1395/1398 - († entre le 25 juillet et le 17 septembre 1447), fille de Siemovit IV de Mazovie. Ils ont cinq enfants :
- Alexandra (née vers 1413 - († après 6 octobre 1463), épouse Ladislas II Garay, palatin et ban de Macsó.
- Venceslas Ier
- Ladislas
- Przemysław II
- Bolesław II

## Sources
- (en) Cet article est partiellement ou en totalité issu de l’article de Wikipédia en anglais intitulé « Bolesław I, Duke of Cieszyn » (voir la liste des auteurs), édition du 8 juillet 2014.
- (de) Europäische Stammtafeln Vittorio Klostermann, Gmbh, Francfort-sur-le-Main, 2004  (ISBN 3465032926), Die Herzoge von Auschwitz †1495/97, von Zator †1513 und von Tost †1464 sowie die Herzoge von Teschen 1315-1625 resp. 1653 des Stammes der Piasten  Volume III Tafel 16.
- (en) & (de) Peter Truhart, Regents of Nations, K. G Saur Munich, 1984-1988 (ISBN 359810491X), Art. « Teschen (Pol. Cieszyn) », p.  2.455.